# Fluda princeps
Fluda princeps là một loài nhện trong họ Salticidae.
Loài này thuộc chi Fluda. Fluda princeps được Richard C. Banks miêu tả năm 1929.